# Frederik Willem Vernède
Frederik Willem Vernède (Voorschoten, 17 september 1899 – Scherpenzeel, 30 januari 1968) was een Nederlands politicus.
Hij werd geboren als zoon van Edwin Vernède (1864-1939; burgemeester van Voorschoten) en Pieternella Catharina Koster (1863-1944). Hij ging naar de Hogere Handelsschool en zat daarna enkele jaren in de handel. Vervolgens was hij werkzaam bij de gemeentesecretarie van Leidschendam en Gouda. In 1929 volgde hij N.F. Cambier van Nooten op als gemeentesecretaris van de Gelderse gemeente Laren nadat deze benoemd was tot burgemeester van Zaltbommel. Vernède was locoburgemeester van Laren tijdens de bezetting en werd in 1946 benoemd tot burgemeester van Geldermalsen. In 1964 ging hij met pensioen en ruim drie jaar later overleed hij op 68-jarige leeftijd.
In Geldermalsen is naar hem de 'Burgemeester Vernèdelaan' vernoemd. Zijn jongere broer Noé Vernède was eveneens burgemeester. 